# Ángela Aguilar
Ángela Aguilar Álvarez Alcalá (Los Ángeles, California; 8 de octubre de 2003), conocida simplemente como Ángela Aguilar, es una cantante mexicoestadounidense. Aguilar se dedica al género de música regional mexicana. 
Ganó notable reconocimiento tras interpretar «La Llorona» en la 19ª edición de los Premios Grammy Latinos en 2018. Sus abuelos paternos son los actores y cantantes de la Época de Oro del cine mexicano, Antonio Aguilar y Flor Silvestre.
Su álbum debut como solista, Primero soy mexicana (2018), fue aclamado por la crítica y tuvo gran éxito. Ha sido nominada a un Premio Grammy y a dos Premios Grammy Latinos, convirtiéndose en una de las artistas más jóvenes nominadas a ambos premios.

## Biografía
Ángela Aguilar, hija de Pepe Aguilar y Aneliz Álvarez Alcalá, nació en Los Ángeles (California) el 8 de octubre de 2003 cuando su padre estaba de gira.
Su padre es un reconocido cantante mariachi y sus abuelos paternos son los cantantes y actores mexicanos Antonio Aguilar y Flor Silvestre. Desde temprana edad ha acompañado con frecuencia a su padre de gira por América Latina con su hermano Leonardo Aguilar.

## Carrera

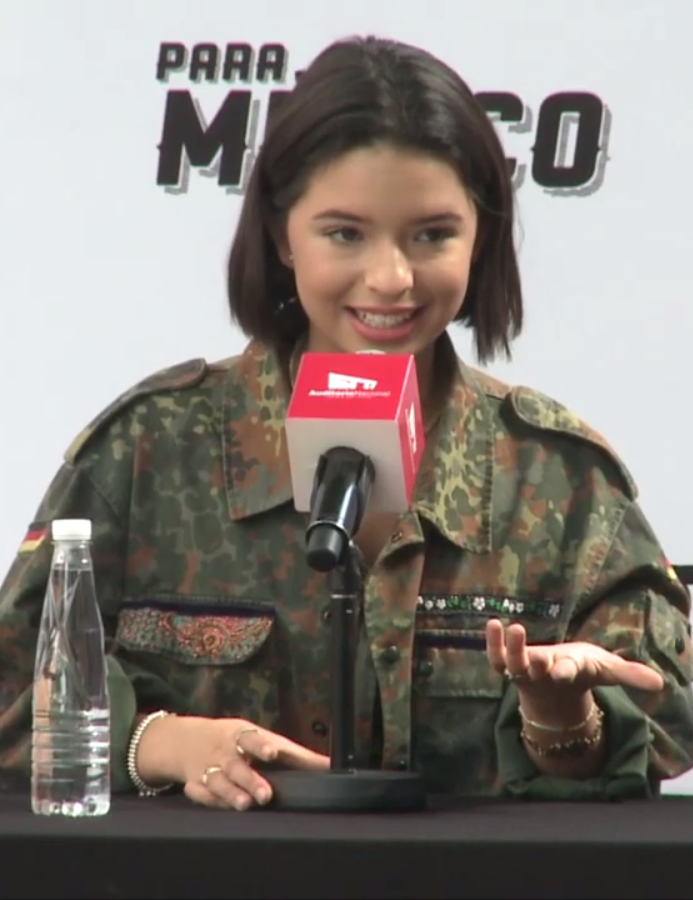
Ángela Aguilar en una conferencia de prensa en 2018

En 2012 grabó, con solo nueve años, el álbum Nueva tradición junto a su hermano Leonardo. Producido por su padre, presentaba cuatro canciones interpretadas por Leonardo y cuatro por Ángela.
En 2016 participó en el festival 100 Women de la BBC en Ciudad de México. Con solo 13 años —era la artista más joven— le dijo a BBC News que la industria musical estaba dominada por hombres y que esperaba que eso cambiara.
A partir de 2018 acompaña a su padre y su hermano en la gira Jaripeo sin fronteras.
El 2 de marzo de 2018 lanzó su primer álbum en solitario, Primero soy mexicana (cuyo título está inspirado en la primera película de su abuela Flor), producido por su padre, Pepe Aguilar. El álbum incluyó once canciones rancheras bien conocidas, previamente impregnadas por otros artistas musicales prominentes como Lucha Villa, Rocío Dúrcal, y su propia abuela. Realizó el primer sencillo del álbum, «Tu sangre en mi cuerpo» en los premios Tu Mundo 2018. El 20 de septiembre de 2018 fue nominada a mejor artista nuevo y su álbum Primero soy mexicana a mejor álbum ranchera/mariachi en la 19.ª entrega anual del Grammy Latino. En la ceremonia cantó «La Llorona», donde recibió una ovación del público y numerosos elogios de varios artistas, incluido el cantante mexicano Vicente Fernández. El 7 de diciembre de 2018, el álbum Primero soy mexicana fue nominado para un Premio Grammy al mejor álbum de música regional mexicana.
El 3 de abril de 2019 fue nombrada representante artística y cultural de Zacatecas por el alcalde Ulises Mejía Haro. El 21 de mayo de 2019 fue nominada para tres rubros en los premios Juventud. Interpretó una melodía de canciones junto a los cantantes de mariachi Christian Nodal y Pipe Bueno. El 23 de julio de 2019 lanzó una presentación exclusiva de «Shallow» en la página de YouTube de la Academia de Grabación, con el permiso de la compositora, Lady Gaga. Fue la primera vez que grabó en inglés.
El 12 de noviembre de 2020 aparece en el sencillo «Dime cómo quieres» junto el cantante Christian Nodal. Se convirtió en la primera artista mexicana en entrar a la lista Global 200 de Billboard, y la canción certificó séptuple platino en Estados Unidos y diamante en México, además de ser su primera canción número 1 en México. El 1 de abril de 2021 lanza «En realidad», el primer sencillo para su tercer álbum de estudio. El 24 de septiembre de 2021 lanza su tercer trabajo discográfico, titulado Mexicana enamorada.

## Vida personal
Ángela Aguilar nació en una familia musical, conocida como «La Dinastía Aguilar». Su padre es el cantante mexicano Pepe Aguilar, y sus abuelos paternos son los cantantes y actores mexicanos Antonio Aguilar y Flor Silvestre. Su tío es Antonio Aguilar Jr., y su hermano es Leonardo Aguilar.
El 10 de junio de 2024, Aguilar confirmó su relación con el cantante mexicano Christian Nodal. El 24 de julio de 2024, se casaron en una ceremonia privada en la Hacienda San Gabriel de las Palmas, en Amacuzac, Morelos.

## Discografía
Álbumes
- Navidad con Ángela Aguilar (2013)
- Primero soy mexicana (2018)
- Mexicana enamorada (2021)[24]
- Bolero (2024)

EP
- Baila esta cumbia (2020)
- Que no se apague la música (2020)

Álbumes compartidos
- Nueva tradición (Ángela & Leonardo Aguilar) (2012)
- Mexicano hasta los huesos (Pepe, Leonardo y Ángela Aguilar) (2021)